# Индийское параллельное кино
Индийское параллельное кино (бенг. সমান্তরাল চলচ্চিত্র, Samāntarāla Calaccitra) или Новое индийское кино — движение в индийском кино, зародившееся в штате Западная Бенгалия в 1950-х годах как альтернатива массовому коммерческому индийскому кино.
Вдохновлённое итальянским неореализмом, индийское параллельное кино зародилось незадолго до французской новой волны и японской новой волны, и было предшественником индийской новой волны 1960-х годов. Первоначально движение возглавил бенгальский кинематограф, представителями которого были всемирно известные режиссёры, такие как Сатьяджит Рай, Мринал Сен, Ритвик Гхатак, Тапан Синха и другие.
Оно известно своим серьёзным содержанием, реализмом, натурализмом, символическими элементами с острым вниманием к социально-политическому климату текущего времени, а также общим отказом от вставок песен и танцев, типичных для развлекательных индийских фильмов.

## История

### Происхождение
Реализм в индийском кино восходит к 1920—1930-м годам. Одним из самых ранних примеров был классический немой фильм Бабурао Пейнтера 1925 года «В петле ростовщика» (Savkari Pash) о бедном крестьянине, который теряет свою землю из-за жадного ростовщика и вынужден мигрировать в город, где устраивается работать на мельницу. Сцена с собакой, воющей возле хижины, стала важной вехой в развитии индийского кино, признанный как реалистический прорыв. В фильме В. Шантарама 1937 года «Не ждали» (Duniya Na Mane) критике подвергается обращение с женщинами в индийском обществе.

### Ранние годы

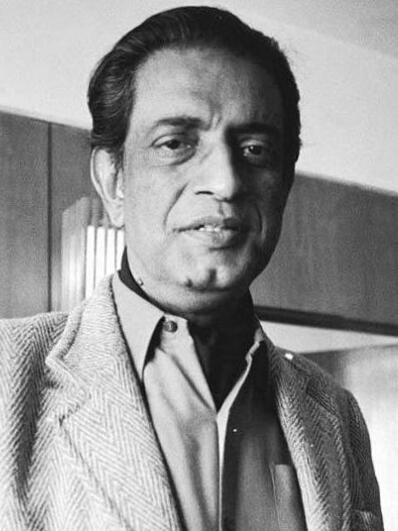
Сатьяджит Рай.

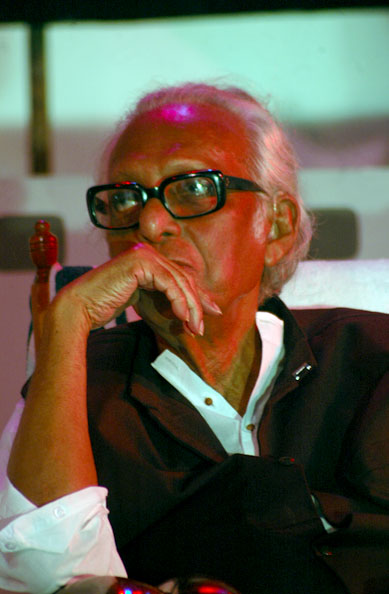
Мринал Сен.

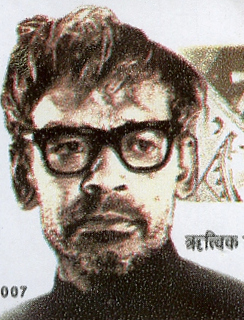
Ритвик Гхатак.

Движение параллельного кино начало формироваться в конце 1940-х годов благодаря таким пионерам, как Сатьяджит Рай, Ритвик Гхатак, Бимал Рой, Мринал Сен, Тапан Синха, Ходжа Ахмад Аббас, Буддхадеб Дасгупта, Четан Ананд, Гуру Датт и В. Шантарам. Этот период считается частью «золотого века» индийского кино. Сюжеты их фильмов во многом заимствованы из индийской литературы того времени, поэтому стали важным исследованием современного индийского общества и теперь используются как учёными, так и историками для составления карты меняющихся демографических, социально-экономических и политических темпераментов индийского населения. С самого начала в индийском кино были люди, которые хотели и использовали его не только для развлечения, но и для того, чтобы подчеркнуть распространённые проблемы, а иногда и открыть для общественности новые.
Ранние примеры движения соцреализма в индийском кино включают в себя фильм «Дети Земли» 1946 года, рассказывающий о бенгальском голоде 1943 года, снятый Ходжей Ахмадом Аббасом, и «Город в долине» 1946 года, Четана Ананда по сценарию Ходжи Ахмада Аббаса, получивший Гран-при на первом Каннском кинофестивале. Индийские независимые фильмы часто боролись за «Золотую пальмовую ветвь» Каннского кинофестиваля на протяжении 1950-х и начала 1960-х годов, причём некоторые из них получали главные призы на фестивале.
В 1950-х и 1960-х годах кинематографисты-интеллектуалы и писатели-рассказчики разочаровались в музыкальных фильмах. Чтобы противостоять им, они создали жанр фильмов, изображающих реальность точки зрения искусства. Большинство фильмов, снятых в этот период, финансировались правительствами штатов для продвижения аутентичного жанра искусства индийского киносообщества. Самым известным индийским «неореалистом» был бенгальский режиссёр Сатьяджит Рай, за ним следовали Шьям Бенегал, Мринал Сен, Адур Гопалакришнан, Г. Аравиндан и Гириш Касаравалли. Самыми известными фильмами Рая были «Песнь дороги» (1955), «Непокорённый» (1956) и «Мир Апу» (1959), которые сформировали «Трилогию Апу» (The Apu Trilogy). Снятые с ограниченным бюджетом в 150 000 рупий (3000 долларов), эти три фильма получили главные призы на Каннском, Берлинском и Венецианском кинофестивалях и сегодня часто входят в число величайших фильмов всех времён.
Некоторые фильмы также добились коммерческого успеха в индустрии, известной своим сюрреализмом или фанатизмом, и успешно сочетают в себе черты художественного и коммерческого кино. Ранним примером этого был фильм Бимала Роя «Два бигха земли» 1953 года, который имел как коммерческий, так и успех у критиков. Фильм получил Международную премию на Каннском кинофестивале 1954 года и проложил путь индийской новой волне. Ришикеш Мукхерджи, один из самых успешных режиссёров индийского кино, был назван пионером «среднего кино» и прославился созданием фильмов, отражающих меняющийся дух среднего класса. Согласно Британской энциклопедии, Мукхерджи «проложил путь между экстравагантностью массового кино и суровым реализмом артхаусного кино». Известный режиссёр Басу Чаттерджи также строил свои сюжеты на жизни среднего класса и снял такие фильмы, как «Дом возлюбленного» (Piya Ka Ghar), «Раджнигандха» (Rajnigandha) и «Приостановленное решение» (Ek Ruka Hua Faisla). Ещё одним режиссёром, объединившим искусство и коммерческое кино, был Гуру Датт, чей фильм «Жажда» 1957 года вошёл в список «100 лучших фильмов всех времён» по версии журнала Time. Самый последний пример того, как художественный фильм стал коммерчески успешным, — это канадско-панджабский фильм «WWW» (WWW: Work Weather Wife) Харприта Сандху, который знаменует собой начало Панджабской киноиндустрии.
В 1960-х годах индийское правительство начало финансировать независимые художественные фильмы на индийские темы. Многие из режиссёров были выпускниками Индийского института кино и телевидения (FTII) в Пуне. Известный бенгальский кинорежиссёр Ритвик Гхатак был профессором института. Однако, в отличие от Сатьяджита Рая, Гатак при жизни не снискал международной известности. Например, его фильм 1952 года «Гражданин» (Nagarik), возможно, был самым ранним примером бенгальского кинематографа, предшествовавшим на три года фильму Рая «Песнь дороги», но был выпущен только после его смерти в 1977 году. Его первый коммерческий релиз «Немеханическое» (Ajantrik) 1958 года был одним из первых фильмов, в которых неодушевлённый предмет, в данном случае автомобиль, изображался в качестве персонажа истории, за много лет до фильмов о Фольксвагене Хёрби. Главный герой фильма, Бимал, часто рассматривается как оказавший влияние на циничного таксиста Нарсингха из фильма 1962 года «Поездка» Сатьяджита Рая.
Первой надеждой кинематографа на каннада на сюрреализм стал фильм «Наанди» (Naandi) 1964 года, режиссёрский дебют Н. Лакшминараяна. Фильм с участием таких популярных актёров, как Раджкумар, Калпана и Харини, имел как критический, так и коммерческий успех. Фильм стал знаковым, став первым фильмом на языке каннада, показанным на Международном кинофестивале. Движение приобрело значительный импульс в 1970-х и 1980-х годах, что привело к многочисленным национальным наградам и международному признанию кино на языке каннада.

### Рост
В 1970-е и 1980-е годы параллельное кино в гораздо большей степени привлекло внимание хиндиязычного кинематографа (Болливуд). Этому способствовали такие режиссёры, как Гулзар, Шьям Бенегал, Мани Каул, Раджиндер Сингх Беди, Кантилал Ратход и Саид Ахтар Мирза, а позже Говинд Нихалани, ставшие главными режиссёрами индийского художественного кино этого периода. Первые несколько фильмов Мани Каула «Наш хлеб насущный» (Uski Roti) 1971 года, «Один день в месяце ашадх» (Ashadh Ka Ek Din) 1972 года и «Сомнение» (Duvidha) 1974 года были оценены критиками и пользовались большим международным уважением. Режиссёрский дебют Шьяма Бенегала «Росток» (Ankur) 1974 года, имел большой успех у критиков. Кумар Шахани, ученик Ритвика Гхатака, выпустил свой первый полнометражный фильм «Иллюзорное зеркало» (Maya Darpan) в 1972 году, который стал знаковым фильмом индийского художественного кино. Эти режиссёры пытались продвигать реализм в своих собственных стилях, хотя многие из них часто принимали определённые условности популярного кино. Параллельное кино этого времени дало карьеру совершенно новому поколению молодых актёров, в том числе таким как Шабана Азми, Смита Патиль, Амол Палекар, Ом Пури, Насируддин Шах, Кульбхушан Харбанда, Панкадж Капур, Дипти Навал, Фарук Шейх, а также актёрам коммерческого кино, таким как Хема Малини, Ракхи и Рекха, которые рискнули сняться в артхаусе.
Адур Гопалакришнан распространил индийскую новую волну на малаяламское кино (Молливуд) своим первым полнометражным фильмом «По своему желанию» (Swayamvaram) 1972 года. Спустя много времени после «Золотого века индийского кино» малаяламское кино пережило свой собственный «Золотой век» в 1980-х и начале 1990-х годов. Некоторые из наиболее известных индийских кинематографистов того времени были представителями малаяламской индустрии, в том числе Адур Гопалакришнан, К. П. Кумаран, Г. Аравиндан, Джон Абрахам, Падмараджан, Бхаратхан, Т. В. Чандран и Шаджи Н. Карун. Гопалакришнан, которого часто считают духовным наследником Сатьяджита Рая, снял некоторые из своих самых известных фильмов в этот период, в том числе «Крысоловка» 1981 года, получивший приз Сазерленда на Лондонском кинофестивале, а также «Стены» (Mathilukal) 1989 года, который получил главные призы Венецианского кинофестиваля. Дебютный фильм Шаджи Н. Каруна «Рождение» 1989 года получил «Золотую камеру» на Каннском кинофестивале 1989 года, а его второй фильм «Приговорённая» (Swaham) 1994 года боролся за «Золотую пальмовую ветвь» на Каннском кинофестивале 1994 года. Его третий фильм «Последний танец» (Vanaprastham) 1999 года также был выбран на Каннский кинофестиваль, что сделало его единственным индийским режиссёром, три фильма которого номинировались на приз Каннского кинофестиваля.
К. Балачандер, Ч. В. Сридхар, Махендран, Балу Махендра, Бхаратхираджа, Мани Ратнам, Камал Хаасан, Бала, Селварагхаван, Мисскин, Ветримааран и Рам прославили тамильский кинематограф (Колливуд). Во время доминирования коммерческого кино Тиккаварапу Паттабхирама Редди, К. Н. Т. Шастри, Б. Нарсинг Рао и Аккинени Кутумба Рао стали пионерами параллельного кино на языке телугу.
Гириш Касаравалли, Гириш Карнад и Б. В. Карантх проложили путь параллельному кино на языке каннада. Многие деятели литературы в этот период вошли в кинематограф или сотрудничали с ним. Среди других известных режиссёров этого периода были П. Ланкеш, Г. В. Ийер, М. С. Сатхю, за которыми позже в 1980-х годах последовали Т. С. Нагабхарана, Барагуру Рамачандраппа, Шанкар Наг, Чандрашекхара Камбара. Актёрами получившими славу в те времена были Локеш, Анант Наг, Л. В. Шарада, Васудева Рао, Суреш Хебликар, Вайшали Касаравалли, Арундати Наг и другие.
Бхабендра Натх Сайкия и Джахну Баруа стали звёздами ассамского кино, а Арибам Шьям Шарма стал пионером в параллельном кино Манипури.

### Спад
К началу 1990-х годов рост затрат на кинопроизводство и коммерциализацию фильмов оказал негативное влияние на артхаус. Тот факт, что возврат инвестиций не может быть гарантирован, сделал независимое кино менее популярными среди кинематографистов.
Одна из основных причин спада индийского параллельного кино заключается в том, что Финансовая корпорация кино (FFC) и Национальная корпорация развития кино Индии (NFDC) не занималась всерьёз распространением и показом фильмов этого жанра. Они не принимали эти фильмы, потому что они не имели так называемой «развлекательной ценности». Ходили разговоры о строительстве небольших кинотеатров для таких фильмов, но серьёзных попыток реализовать этот альтернативный способ показа предпринято не было. Таким образом, показ этих фильмов остался на усмотрение нескольких киносообществ. Появление телевидения и его популярность привели к упадку движения киносообществ. Постепенно правительство сократило финансирование таких фильмов.
Параллельное кино в его истинном смысле всегда находилось на периферии массового кино. Поскольку большая часть параллельного кино отвергала регрессивное мировоззрение, которое во многом воплощало мейнстримное кино, оно так и не нашло признания в основной системе кинопроизводства, распространения и показа. Из-за отсутствия системы артхаусного кино в Индии, как это происходит на Западе, многие фильмы этого жанра, снятые режиссёрами нынешнего поколения, такими как Сушант Мишра, Химаншу Кхатуа, Ашиш Авикунтхак, Мурали Наир, Амитабх Чакраборти, Пареш Камдар, Прия Кришнасвами, Випин Виджай, Рамчандра П. Н., Ашвини Маллик, Ананд Субраманиан, Сандживан Лал, Амит Дутта, Умеш Винаяк Кулкарни, Гурвиндер Сингх, Бела Неги никогда не имели большой аудитории.

### Возрождение
Термин «параллельное кино» начал применяться к нестандартным фильмам, снятым в Болливуде в конце 1990-х, ставшими первыми работами в жанре Мумбаи-нуар, отражавшими социальные проблемы города Мумбаи. Появление Мумбаи-нуара ознаменовалось фильмом 1998 года «Предательство» (Satya) Рама Гопала Вармы. Однако Мумбаи-нуар — это жанр, который не считается артхаусным по своим составляющим, хотя он концентрируется на реалистичном изображении преступного мира Мумбаи, но это, как правило, коммерческие фильмы.
Другие современные примеры артхаусных фильмов, снятых в Индии и отнесённых к жанру параллельного кино, включают в себя «Фестиваль» (Utsab) 2000 года и «Перекрёстный огонь» (Dahan) 1997 года Ритупарно Гхоша; «На перекрёстке судеб» (Yuva) 2004 года Мани Ратнама; «Роковые обстоятельства» (3 Deewarein) 2003 года и «Тонкие нити любви» (Dor) 2006 года Нагеша Кукунура; «Нация без женщин» (Matrubhoomi) 2004 года Маниша Джа; «Росчерки судьбы» (Hazaaron Khwaishein Aisi) 2005 года Судхира Мишры; «Я не убивал Ганди» (Maine Gandhi Ko Nahin Mara) 2005 года Джахну Баруа; «Долина цветов» 2006 года Пана Налина; «Мой брат Никхил» (My Brother… Nikhil) 2005 года и «Ещё одно мгновение» (Bas Ek Pal) 2006 года Онира; «Чёрная пятница» (Black Friday) 2007 года Анурага Кашьяпа; «Полёт» (Udaan) 2009 года Викрамадитьи Мотване; «Дневники Мумбая» (Dhobi Ghat) 2010 года Киран Рао; «Золотая птица» (Sonchidi) 2011 года Амита Дутты и «Корабль Тесея» (Ship of Theseus) 2013 года Ананда Ганди.
В число независимых фильмов, снятых на индийско-английском языке, входят «Митр, мой друг» (Mitr, My Friend) 2002 года Реватхи; «Спасение во имя любви» (Mr. and Mrs. Iyer) 2002 года и «Парк-авеню, 15» (15 Park Avenue) 2006 года Апарны Сен; «Тайные намерения» (Being Cyrus) 2006 года Хоми Ададжании; «Жертва тщеславия» (The Last Lear) Ритупарно Гхоша 2007 года и «Младший Зизу» (Little Zizou) 2009 года Суни Тарапоревалы.
Среди действующих сегодня индийских режиссёров артхаусных фильмов: Кинематограф Западной Бенгалии — Буддхадеб Дасгупта, Апарна Сен, Гоутам Гхосе, Сандип Рай (сын Сатьяджита Рая), Каушик Гангули, Суман Мукхопадхьяй, Камалешвар Мукхерджи и Соукарья Гхосал; Молливуд — Адур Гопалакришнан, Шаджи Н. Карун, Т. В. Чандран, М. П. Сукумаран Наир, Шьямапрасад, доктор Биджу и Санал Кумар Сасидхаран; Болливуд — Кетан Мехта, Говинд Нихалани, Амит Дутта, Маниш Джа, Ашим Ахлувалия, Мудасир Дар, Анураг Кашьяп, Ананд Ганди и Дипа Мехта; Колливуд — Мани Ратнам и Бала; Толливуд — Раджнеш Домалпалли и Нарасимха Нанди; Джолливуд — Джахну Баруа; Маратхи — Амол Палекар, Умеш Винаяк Кулкарн; а также Амартия Бхаттачарья, снимающий независимые фильмы на языках одия и бенгали.
Аамир Хан со своей продюсерской студией представил свой собственный бренд социального кино в начале XIX века, стирая грань между коммерческими фильмами-масала и реалистическим параллельным кино. Он помог представить параллельное кино широкой аудитории, а его фильмы получили как коммерческий успех, так и признание критиков в Индии и за рубежом.

## Глобальный дискурс

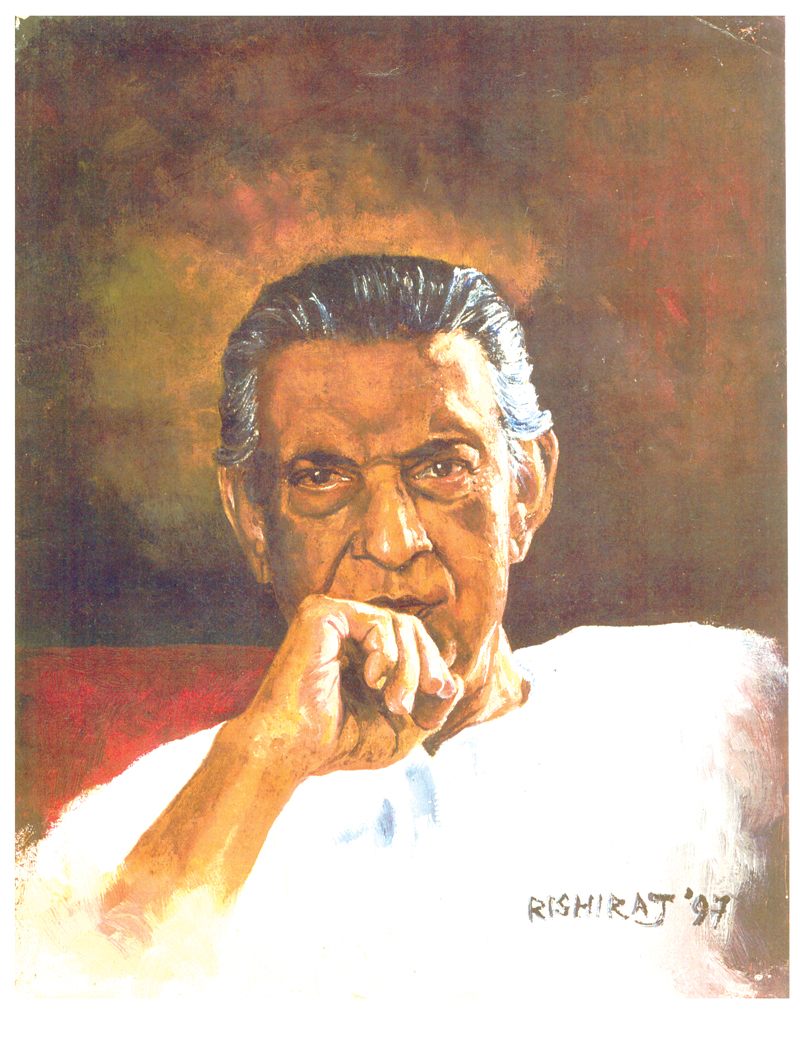
Сатьяджит Рай — пионер параллельного кино.

В период становления индийского параллельного кино в 1940-х и 1950-х годах это движение находилось под влиянием итальянского и французского кино, особенно итальянского неореализма, а также французского поэтического реализма. Сатьяджит Рай особенно упомянул фильм итальянского режиссёра Витторио де Сики 1948 года «Похитители велосипедов» и француза Жана Ренуара «Река» 1951 года, которые оказали влияние на его дебютный фильм «Песнь дороги» (Pather Panchali) 1955 года. Фильм 1953 года «Два бигха земли» Бимала Роя также был снят под влиянием «Похитителей велосипедов» де Сики. Индийская новая волна началась примерно в то же время, что и французская и японская новая волна.
С тех пор, как фильм Четана Ананда «Город в долине» получил Гран-при на первом Каннском кинофестивале в 1946 году, фильмы индийского параллельного кино часто появлялись на международных кинофестивалях в течение следующих нескольких десятилетий. Это позволило индийским независимым кинематографистам выйти на мировую аудиторию. Самым влиятельным среди них был Сатьяджит Рай, фильмы которого пользовались успехом у европейской, американской и азиатской аудитории. Такие режиссёры, как Мартин Скорсезе, Джеймс Айвори, Аббас Киаростами, Элия Казан, Франсуа Трюффо, Карлос Саура и Уэс Андерсон находились под влиянием его кинематографического стиля, а также многие другие великие творцы, такие как Акира Куросава, хвалили его работы. Юношеские драмы о взрослении, наводнившие артхаусные фильмы с середины 1950-х, в огромной степени обязаны «Трилогии Апу» (The Apu Trilogy) (1955—1959 гг.). В фильме Рая «Канченджанга» 1962 года представлена повествовательная структура, напоминающая более позднее кино с гиперссылками (фильмы, характеризующиеся сложными или многолинейными повествовательными структурами с несколькими персонажами, объединёнными одной темой). Широко распространено мнение, что сценарий Рая 1967 года к фильму под названием «Чужой» (The Alien), который в конечном итоге был отменён, послужил источником вдохновения для фильма Стивена Спилберга «Инопланетянин» (E.T.) 1982 года. Фильм «Сорок оттенков грусти» (Forty Shades of Blue) 2005 года Айры Сакса был вольным ремейком «Чарулаты» (Charulata) 1964 года, а в «Моей семье» (My Family) 1995 года Грегори Навы финальная сцена дублирует финальную сцену из «Мира Апу» (The World of Apu) 1959 года. Подобные отсылки к фильмам Рая можно найти в недавних работах, таких как «Священное зло» (Gehra Paani) 2006 года, трилогии «Элементы» (Elements) (1996—2005 гг.) Дипы Мехты и в фильмах Жана-Люка Годара.
Другой известный режиссёр, Мринал Сен, чьи фильмы хорошо известны своими марксистскими взглядами. За свою карьеру его фильмы получили награды практически всех крупнейших кинофестивалей, включая Канны, Берлин, Венецию, Москву, Карловы Вары, Монреаль, Чикаго и Каир. Ретроспективы его фильмов были показаны практически во всех крупных городах мира.
Другой бенгальский независимый режиссёр, Ритвик Гхатак, начал привлекать мировую аудиторию спустя много времени после своей смерти. Начиная с 1990-х годов, был предпринят проект по восстановлению фильмов Гхатака, а международные показы (и последующие выпуски DVD) с опозданием привлекли всё более глобальную аудиторию. Наряду с фильмами Рая, фильмы Гхатака также фигурировали в нескольких опросах о лучших фильмах всех времён. Ряд фильмов Рая вошли в число величайших фильмов всех времён и народов по версии журнала Sight & Sound, в том числе «Трилогия Апу» (4-е место в 1992 году), «Музыкальная комната» (Jalsaghar) (27-е место в 1992 году), «Чарулата» (41-е место в 1992 году) и «Дни и ночи в лесу» (Aranyer Din Ratri) (81-е место в 1982 году). В список лучших фильмов по версии этого же журнала 2002 года были включены фильмы Гуру Датта «Жажда» (Pyaasa) и «Бумажные цветы» (Kaagaz Ke Phool) (оба заняли 160-е место), а также фильмы Гхатака «Звезда за тёмной тучей» (Meghe Dhaka Tara) (231-е место) и «Мягкая нота в резкой гамме» (Komal Gandhar) (346-е место). В 1998 году опрос критиков, проведённый азиатским киножурналом Cinemaya, включил в себя индийские фильмы «Трилогия Апу» (1-е место), «Чарулата», «Музыкальная комната» и «Суварнарекха» (Subarnarekha) (разделили 11-е место). Также «Трилогия Апу» заняла 5-е место в 1999 году в рейтинге 250 лучших фильмов века по версии журнала The Village Voice. «Трилогия Апу», «Жажда» и «Герой» (Nayakan) были включены в список 100 лучших фильмов за всё время по версии журнала Time в 2005 году. В 1992 году опрос критиков журнала Sight & Sound поставил Рая на 7-е место в списке «10 лучших режиссёров» всех времён, а Датт занял 73-е место в этом списке в 2002 году.
Оператор Субрата Митра, дебютировавший в «Трилогии Апу» Рая, также оказал большое влияние на кинематограф во всём мире. Одним из его самых важных приёмов было отражённое освещение, позволяющее воссоздать эффект дневного света на съёмочной площадке. Он впервые применил эту технику во время съёмок фильма «Непокорённый» (Aparajito) 1956 года, второй части «Трилогии Апу». Некоторые из экспериментальных техник, такие как фотонегативные флешбэки и рентгеновские отступления, впервые были применены Раем во время съёмок фильма «Противник» (Pratidwandi) 1972 года.

## Известные режиссёры жанра
Ниже приведены некоторые режиссёры, которых относят к индийскому параллельному кино:
- Ходжа Ахмад Аббас
- Четан Ананд
- К. Балачандер
- Шьям Бенегал
- Рам Гопал Варма
- Адур Гопалакришнан
- Гулзар
- Ритвик Гхатак
- Нандита Дас
- Буддхадеб Дасгупта
- Гуру Датт
- Шекхар Капур
- Гириш Карнад
- Калпана Ладжми
- Манмохан Махапатра
- Балу Махендра
- Махендран
- Дипа Мехта
- Нирад Мохапатра
- Суман Мукхопадхьяй
- Мира Наир
- Пан Налин
- Онир
- Дадасахеб Пхальке
- Сатьяджит Рай
- Сридхар Рангаян
- Мани Ратнам
- Бимал Рой
- Апарна Сен
- Мринал Сен
- Тапан Синха
- Упендра
- Камал Хасан
- Басу Чаттерджи
- К.Н.Т. Шастри